# Мыльников, Михаил Алексеевич
Михаил Алексеевич Мыльников (1750 или 1751 — ?, после 1825) — томский купец первой гильдии, городской голова (в 1803—1812).

## Биография
Происходил из купцов-старообрядцев. Родился в Томске. Мыльников торговал российскими, немецкими и китайскими товарами оптом и в розницу. Также он занимался откупами, подрядами, кожевенной промышленностью и ростовщичеством. В 1775 стал купцом третьей, около 1786 — второй и, наконец, в 1806 году первой, высшей гильдии. У него имелось десять каменных лавок в Гостином дворе и семь лавок в деревянных торговых рядах. Под Томском купец владел мукомольной мельницей, в самом Томске — одним из первых в городе каменных домов. Еще у него были два деревянных дома и заимка, на аукционе в 1817 он для своей дочери Настасьи купил каменный дом, ранее принадлежавший П. Ф. Шумилову, а в 1821 году — и дом С. Зеленцова. Также Мыльников являлся собственником 11 калмыков и акций Русско-Американской компании.
Томский городовой сиротский суд в 1790 году назначил купца опекуном детей и наследства своего тестя (отца жены) — скончавшегося купца Л. Д. Закревского.
Был ратманом и винным приставом, купеческим старостой. С 1803 по 1812 год (по другим данным, впрочем, не вполне достоверным, с 1809 по 1815) три срока работал городским головой Томска. В качестве делегата от Томской городской думы Михаил Алексеевич присутствовал на коронации императора Александра I, получил памятную медаль. Также он был награждён золотой медулью «За усердие» на владимирской ленте.
О жизни купца после 1825 года сведения не сохранились. Свои капиталы он завещал потратить на цели благотворительности. Тем не менее, наследницей Мыльникова стала его вдова, а затем имущество перешло к другим купеческим семьям — Неупокоевым, Шумиловым и Серебренниковым.

## Семья
Жену Мыльникова звали Авдотья (Евдокия) Львовна, она приходилась дочерью томскому купцу Л. Д. Закревскому. В браке родились сыновья Алексей и Григорий, дочери Настасья, Ирина, Катерина. Также в семье жила воспитанница по имени Ульяна.
Сын Григрий Михайлович (1781—1817) присоединился к скопческому движению, за что был заключён в Соловецкий монастырь, где и умер.

## Благотворительность
Мыльников оплатил строительство каменного здания для томской больницы. Именно за это он был пожалован медалью. Также купец пожертвовал 2 тысячи рублей народному ополчению во время отражения в 1812 году нашествия Наполеона.